# Lachesana perversa
Lachesana perversa là một loài nhện trong họ Zodariidae.
Loài này thuộc chi Lachesana. Lachesana perversa được Jean Victor Audouin miêu tả năm 1826.